# Jack Torrance

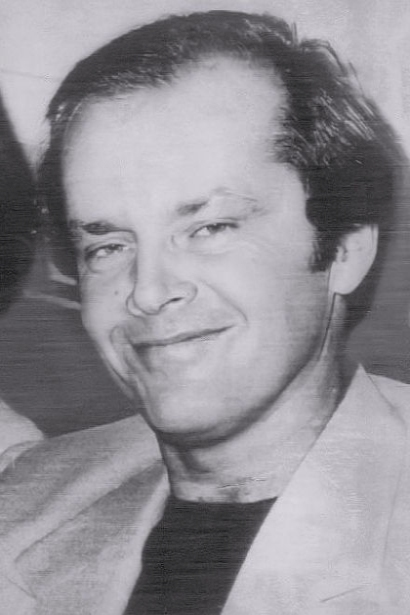
Jack Nicholson

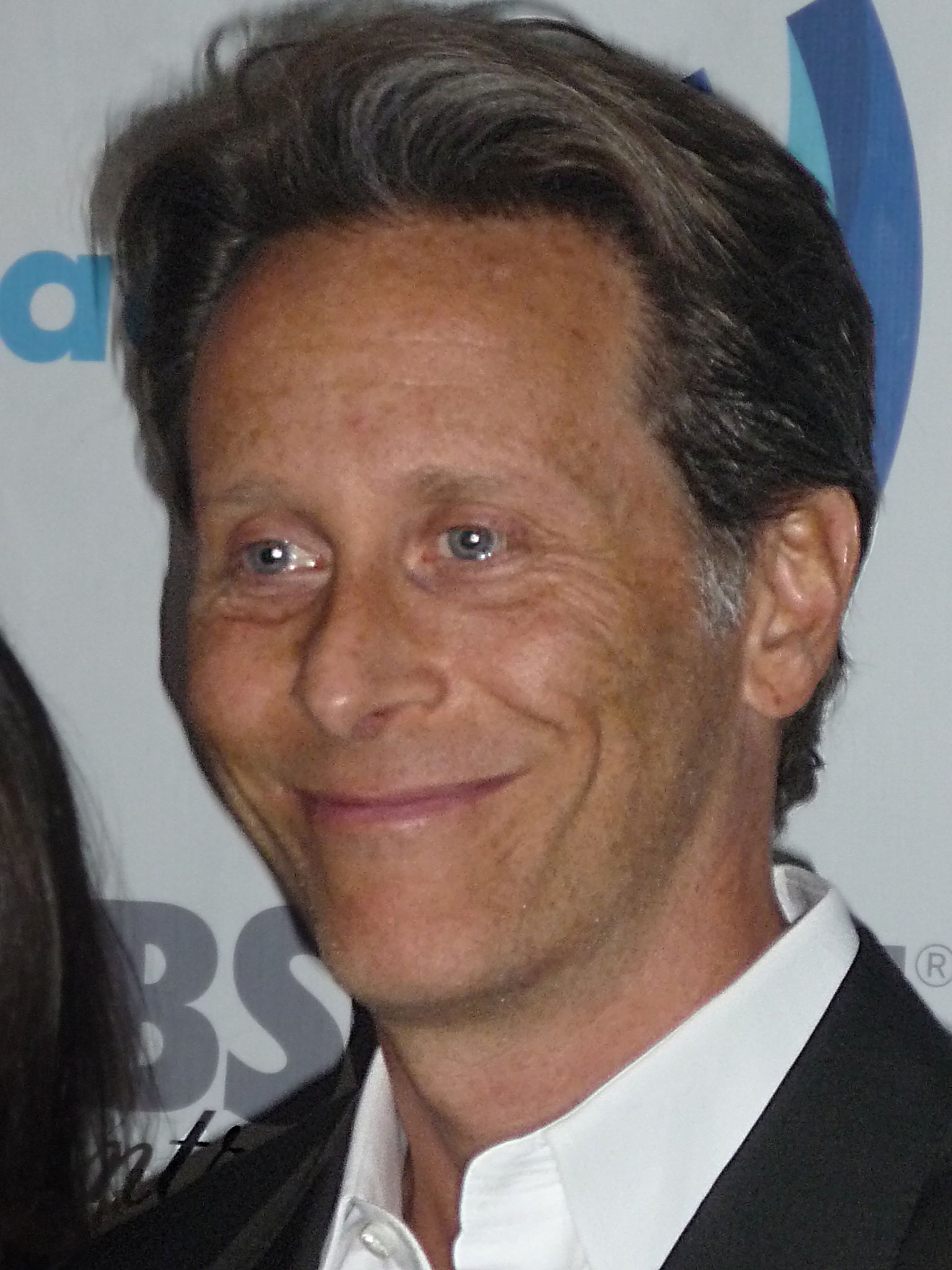
Steven Weber

John Daniel „Jack” Torrance – postać fikcyjna, bohater powieści Lśnienie Stephena Kinga z 1977. W filmowej adaptacji książki w reżyserii Stanleya Kubricka z 1980 został zagrany przez Jacka Nicholsona, a w miniserialu z 1997 przez Stevena Webera.
W 2003 American Film Institute umieścił Torrance’a (granego przez Nicholsona) na 25 miejscu listy największych czarnych charakterów kina wszech czasów (zobacz artykuł AFI 100 Lat... Bohaterowie i złoczyńcy).

## Charakterystyka postaci
Jack Torrance urodził się w rodzinie patologicznej. Jego ojciec, alkoholik, bił swoją żonę i dzieci. Mimo to mały Jack kochał go. W szkole nie powodziło mu się w nauce – był uczniem zawadiackim, aczkolwiek utalentowanym w sportach. Był też przystojny. W dorosłym życiu zajął się nauką o języku i pisaniem. Dostał posadę w szkole jako wykładowca. W tym też okresie poznał i ożenił się z Wendy. Wkrótce parze urodził się syn, Danny. Jednak w tym czasie Jack popadł w alkoholizm. Po tym, jak złamał rękę synowi, Wendy rozważała rozwód. Po konflikcie z byłym uczniem został wydalony z pracy. Jadąc samochodem wraz z Alem Schockleyem, potrącił cyklistę, lecz po zdarzeniu nie odnaleźli ciała. Po tym wypadku obaj przestali pić. Al zrobił karierę w hotelu Panorama, gdzie dał Jackowi posadę jako nadzorcy w sezonie zimowym. Jackowi życie zdawało się układać dopóki nie osiadł w Panoramie. Popadł w obłęd, prześladowany przez duchy hotelu i inne zjawiska paranormalne.